# 白茶

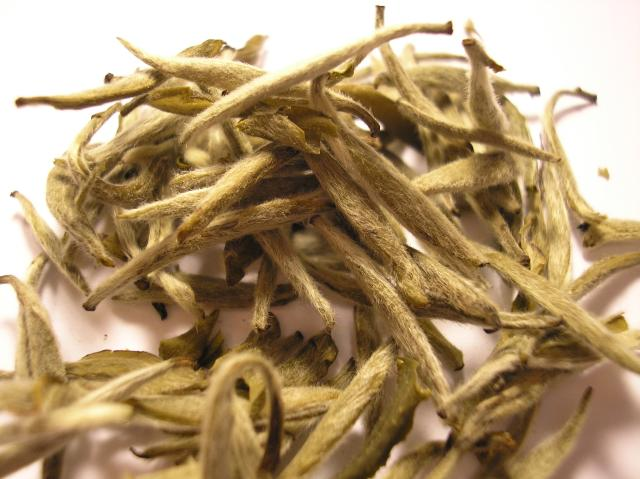
白毫银针来自福建福鼎的最高级的白茶

白茶是指一种采摘后，不经过杀青或揉捻，只经过日晒或文火干燥后所製成的茶葉。白茶白毫显露。比较出名的出自福建东北部地区，有白毫银针、白牡丹、貢眉、壽眉等不同等級的白茶。

## 起源
考古學家曾分析漢景帝的陵寢，發現陪葬品中有類似白毫银针的茶葉。
白茶的名字最早出现在唐朝陆羽的《茶经》七之事中，其记载:“永嘉县东三百里有白茶山。”陈橼教授在《茶叶通史》中指出:“永嘉东三百里是海，是南三百里之误。南三百里為福建省福鼎（唐为长溪县辖区），系白茶原产地。”可见唐代长溪县已培育出“白茶”品种。因其仅有名称，能否作为起源证据还有待进一步商榷。
宋朝製茶「朝採即蒸」、「即蒸即焙」，不經萎凋和發酵，只有綠茶。《大觀茶論》所載「白茶」為全國僅六株的特殊茶樹，非今日之白茶。
湖南农学院学者杨文辉等认为白茶始于神农尝百草时期，其发表的《关于白茶起源时期的商榷》一文中提出白茶的出现早于绿茶的观点。

## 品种
白茶的原材料均多采自福鼎大白茶、福鼎大毫茶、福安大白茶等品种。若采单芽按白茶制作工艺制成的茶称为白芽茶，如白毫银针；若采一芽叶、一芽二叶按白茶制作工艺制成的茶称为白叶茶，如白牡丹、贡眉等。

## 功效
白茶具有保健功效，已被人们普遍认可。研究表明白茶比绿茶更为具有抗病毒和抗细菌功效也具有更多的儿茶素、可可碱以及更少的咖啡因，但亦有實驗數據指出白茶的咖啡因含量較高。儿茶素具有抗菌、除臭、防蛀等多种功效。
白茶富含豐富的二氫楊梅素，這樣的黃酮類天然物質，可以達到保護肝臟之作用。白茶中茶多酚的含量較高，它是天然的抗氧化劑，可以起到提高免疫力和保護心血管等作用。此外，绿茶相比白茶则含有更少的氟化物，這被認為是有益健康的。

## 中国地理标志产品
- 福鼎白茶：产地范围福建省福鼎市。
- 黄山白茶（徽州白茶）：产地范围安徽省歙县现辖行政区域。